# Giorgio Bianchi
Giorgio Bianchi (18 de febrero de 1904 – 9 de febrero de 1967) fue un actor, director y guionista cinematográfico de nacionalidad italiana.

## Biografía
Nacido en Roma, inició su actividad en el mundo del cine mudo come actor en 1929, en Il porto, film dirigido por Jacopo Comin. Más adelante, en los años 1930, fue ayudante de dirección de Amleto Palermi, y a partir de 1941 alternó las funciones de guionista y director, llegando a ser uno de los más prolíficos del cine italiano hasta los años 1960. En total dirigió cuarenta filmes entre 1942 y 1967.
Giorgio Bianchi falleció en Roma, en 1967. Estuvo casado con la actriz Pina Borione.

## Filmografía

### Actor
- Il porto (1928), de Jacopo Comin
- La grazia (1929), de Aldo De Benedetti
- Corte d'Assise (1930), de Guido Brignone
- Giardini che vivono (1930), de Giuseppe Forti
- Ombre (1930), de Giorgio Simonelli
- La donna di una notte (1931), de Amleto Palermi
- Il solitario della montagna (1931), de Wladimiro De Liguoro
- La scala (1931), de Gennaro Righelli
- Patatrac (1931), de Gennaro Righelli
- Resurrectio (1931), de Alessandro Blasetti
- Rubacuori (1931), de Guido Brignone
- Terra madre (1931), de Alessandro Blasetti
- Cinque a zero (1932), de Mario Bonnard
- Due cuori felici (1932), de Baldassarre Negroni
- L'armata azzurra (1932), de Gennaro Righelli
- La vecchia signora (1932), de Amleto Palermi
- La fortuna di Zanze (1933), de Amleto Palermi
- Venere (1933), de Nicola Fausto Neroni
- Sua altezza ha detto: no! (1953), de Maria Basaglia
- L'immorale (1966), de Pietro Germi

### Ayudante de dirección
- Ballerine (1936), de Gustav Machaty
- Il Corsaro Nero (1937), de Amleto Palermi
- I figli del Marchese Lucera (1938), de Amleto Palermi
- Cavalleria rusticana (1939), de Amleto Palermi
- Uomini sul fondo (1941), de Francesco De Robertis

### Director
- La maestrina (1942)
- Una piccola moglie (1943)
- La resa di Titì (1945)
- Cronaca nera (1947)
- Fatalità (1946)
- Il mondo vuole così (1946)
- Che tempi! (1947)
- Una lettera all'alba (1948)
- Cuori sul mare (1949)
- Vent'anni (1949)
- Il caimano del Piave (1950)
- Amor non ho... però... però (1951)
- Porca miseria! (1951)
- La nemica (1952)
- Scampolo '53 (1953)
- Via Padova 46 (1954)
- Graziella (1954)
- Accadde al penitenziario (1955)
- Buonanotte... avvocato! (1955)

- Io piaccio (1955)
- L'ombra (1955)
- Non c'è amore più grande (1955)
- Il conte Max (1957)
- La nipote Sabella (1958)
- Gli zitelloni (1958)
- Brevi amori a Palma di Majorca (1959)
- Il moralista (1959)
- Uomini e nobiluomini (1959)
- Chiamate 22-22 tenente Sheridan (1960)
- Femmine di lusso (1960)
- Le olimpiadi dei mariti (1960)
- Gli attendenti (1961)
- Mani in alto (1961)
- Il cambio della guardia (1962)
- Il mio amico Benito (1962)
- Peccati d'estate (1962)
- Totò e Peppino divisi a Berlino (1962)
- I quattro tassisti (1963)
- Sedotti e bidonati (1964)
- Assicurasi vergine (1967)
- Quando dico che ti amo (1967)